# Gázi (Crète)
Gázi (en grec moderne : Γάζι) est une ville et une ancienne municipalité de l'unité régionale d'Héraklion en Crète (Grèce). Depuis la réforme du gouvernement local de 2011, elle fait partie de la municipalité de Malevízi.

## Géographie
Gázi se trouve à 6 km à l'ouest d'Héraklion, sur la côte nord de la Crète.

### Subdivisions
Les villages de l'unité municipale de Gázi, par communauté :
- Gázi (17,7 km2) : Gázi, Agía Marína, Ágios Dimítrios, Ágios Pantaleímon, Ammoudára, Council-Houses, Kavrochóri, Kefalogiánnis, Kollyvás, 62 Martyres, Xiropótamos, Kaléssa.
- Rodiá (21,6 km2) : Rodiá, Kapetanáki Metóchi, Linoperámata, Pantánassa, Paleókastro (en), monastère de Savatiána.
- Fódele (24,4 km2) : Fódele, monastère d'Ágios Pantalímon (en), Fódele plage.
- Achláda (21,6 km2) : Achláda, Agía Pelagía, Lygariá, Madé.
- Kalésia (10,5 km2) : Áno Kalésia et Káto Kalésia.

## Histoire
Les vestiges archéologiques découverts à Gázi appartiennent probablement à la ville antique d'Apollonia (en).

## Population
Avec 12 606 habitants (au recensement de 2011), c'était le siège de la municipalité de Gázi (Δήμος Γαζίου), qui comprenait plusieurs villages voisins totalisant une population de 19 221 habitants répartis sur une superficie de 95,81 km2.